# Championnat d'Israël de football 1991-1992
Navigation
Championnat d'Israël 1990-1991 Championnat d'Israël 1992-1993
Le Championnat d'Israël de football 1991-1992 est la 40e édition de ce championnat.

## Saison régulière[1]
| Rang | Équipe                 | Pts | J  | G  | N | P  | Bp | Bc | Diff |
| ---- | ---------------------- | --- | -- | -- | - | -- | -- | -- | ---- |
| 1    | Maccabi Tel-Aviv       | 51  | 22 | 16 | 3 | 3  | 54 | 22 | +32  |
| 2    | Bnei Yehoudah          | 42  | 22 | 13 | 3 | 6  | 48 | 30 | +18  |
| 3    | Maccabi Haïfa          | 32  | 22 | 9  | 5 | 8  | 33 | 24 | +9   |
| 4    | Hapoël Petah-Tikvah    | 32  | 22 | 8  | 8 | 6  | 25 | 25 | 0    |
| 5    | Beitar Tel-Aviv        | 31  | 22 | 9  | 4 | 9  | 32 | 25 | +7   |
| 6    | Maccabi Netanya        | 30  | 22 | 7  | 9 | 6  | 22 | 22 | 0    |
| 7    | Maccabi Petah-Tikvah   | 30  | 22 | 9  | 3 | 10 | 28 | 29 | -1   |
| 8    | Hapoël Tsafririm Holon | 29  | 22 | 8  | 5 | 9  | 25 | 21 | +4   |
| 9    | Hapoël Beer-Sheva      | 28  | 22 | 7  | 7 | 8  | 28 | 31 | -3   |
| 10   | Hapoël Tel-Aviv        | 24  | 22 | 6  | 6 | 10 | 19 | 29 | -10  |
| 11   | Maccabi Yavne          | 19  | 22 | 4  | 7 | 11 | 20 | 37 | -17  |
| 12   | Hapoël Jérusalem FC    | 17  | 22 | 5  | 2 | 15 | 12 | 51 | -39  |

## 2etour

### Tour des champions
| Rang | Équipe              | Pts | J  | G  | N  | P  | Bp | Bc | Diff |
| ---- | ------------------- | --- | -- | -- | -- | -- | -- | -- | ---- |
| 1    | Maccabi Tel-Aviv    | 75  | 32 | 23 | 6  | 3  | 82 | 29 | +53  |
| 2    | Bnei Yehoudah       | 62  | 32 | 19 | 5  | 8  | 68 | 44 | +24  |
| 3    | Maccabi Haïfa       | 48  | 32 | 14 | 6  | 12 | 51 | 43 | +8   |
| 4    | Hapoël Petah-Tikvah | 43  | 32 | 10 | 13 | 9  | 34 | 35 | -1   |
| 5    | Beitar Tel-Aviv     | 39  | 32 | 11 | 6  | 15 | 43 | 47 | -4   |
| 6    | Maccabi Netanya     | 35  | 32 | 9  | 8  | 15 | 32 | 46 | -14  |

|  | Champion |

### Tour des relégués
| Rang | Équipe                 | Pts | J  | G  | N  | P  | Bp | Bc | Diff |
| ---- | ---------------------- | --- | -- | -- | -- | -- | -- | -- | ---- |
| 7    | Maccabi Petah-Tikvah   | 51  | 32 | 15 | 6  | 11 | 46 | 41 | +5   |
| 8    | Hapoël Tsafririm Holon | 41  | 32 | 11 | 8  | 13 | 38 | 35 | +3   |
| 9    | Hapoël Tel-Aviv        | 41  | 32 | 11 | 8  | 13 | 35 | 38 | -3   |
| 10   | Hapoël Beer-Sheva      | 40  | 32 | 10 | 10 | 12 | 40 | 43 | -3   |
| 11   | Maccabi Yavne          | 33  | 32 | 8  | 9  | 15 | 36 | 50 | -14  |
| 12   | Hapoël Jérusalem FC    | 23  | 32 | 6  | 5  | 21 | 27 | 81 | -54  |

|  | Relégué |

## Bilan de la saison
| Tableau d'Honneur                |                     |
| Compétition                      | Vainqueur           |
| Championnat d'Israël de football | Maccabi Tel-Aviv    |
| Coupe d'Israël de football       | Hapoël Petah-Tikvah |

| Promotions et relégations |                                   |
| Relégués en Liga Leumit   | Maccabi Yavne Hapoël Jérusalem FC |
| Promus en Ligat ha'Al     | Betar Jérusalem Hapoël Haïfa      |